# جنبش مسلمانان مبارز
جنبش مسلمانان مبارز، از احزاب نزدیک به نیروهای ملی-مذهبی است.
هم‌اکنون حبیب‌الله پیمان از اعضای مؤسس و دبیرکل این جنبش است.

## پیش از انقلاب
جنبش مسلمانان مبارز در اواسط دهه پنجاه شمسی به عنوان یک تشکل سیاسی – فکری با مشی آگاهی بخشی به جامعه، با رهبری حبیب‌الله پیمان و پیروی از تفکرات آزادی‌خواهی و آگاهی‌بخشی نخشب، حسین راضی (از رهبران نهضت خداپرستان سوسیالیست - حزب مردم ایران) تأسیس و به سرعت فراگیر شد به طوری که در پیروزی انقلاب اثرگذار بود. اعضای این تشکل ابتدا در نهضت خداپرستان سوسیالیست و سپس در حزب ایران و بعد از جدایی اعضای نهضت از این حزب در حزب مردم ایران عضویت داشتند، اما در سال‌های میانی دهه چهل شمسی دیدگاه رایج در میان گروهای چپ‌گرا مبنی بر مبارزه مسلحانه باعث گردید که گروه جاما به رهبری کاظم سامی و  پیمان از میان حزب مردم ایران منشعب گردد که نخستین گروه دارای خط مشی مسلحانه اسلامی چپ را تشکیل بدهند
سپس از داخل این گروه جنبش مسلمانان مبارز به رهبری  پیمان انشعاب نمود محمد توسلی، میرحسین موسوی، عبدالعلی بازرگان، حبیب‌الله پیمان تحت عنوان جنبش مسلمانان مبارز به فعالیت پرداختند.

## پس از انقلاب
پس از پیروزی انقلاب، پیمان با انتشار نشریه «امت» گروهی از همفکران را دور هم جمع کرد. پس از پیروزی انقلاب تا دهه شصت، هفته‌نامه «امت» به عنوان تنها پل ارتباطی جنبش مسلمانان مبارز با هواداران و دوستداران در سراسر ایران بود. اما حوادث دهه شصت باعث شد که هیئت اجرایی نشریه، تصمیم به عدم انتشار تا تلطیف شدن فضای کشور بگیرند. تا این که چند سال پس از آن جریان با درخواست از وزارت مربوطه تصمیم به انتشار مجدد گرفتند که با مخالفت مسئولان مواجه شد. هرچند که هواداران این جنبش، با راه‌اندازی وب‌سایت اینترنتی، به پوشش اخبار گوناگون پرداختند.
در بیانیه «فکری و سیاسی» درباره جنبش مسلمانان مبارز که در نشریه رسمی سازمان منتشر شده، تلاش سازمان بر اساس هدف اصلی انقلاب اسلامی «جامعه توحیدی» بر اساس «اصول الهی» در «شوراهای اسلامی» است. این گروه امپریالیسم‌ستیزی را یکی از پایه‌های خود معرفی می‌کرد. در نشریه امت ذکر شده است که «امید استعمار در عصر مشروطه به همین مزدورین بود و امپریالیسم در زمان ما هم به لیبرال ها چشم دوخته است. لیبرالها مدافعان سیاسی نظام سرمایه داری وابسته به استعمارند ... انقلاب اسلامی نمیتواند مطلوب محافل امپریالیستی و وابستگان بدان باشد.» در شماره‌ای دیگر از نشریه امت، کامپیوتر به عنوان یک ابزار استعمار امپریالیسم مطرح می‌شود و این نکته ذکر می‌شود که چرا این «وابستگی‌های آریامهری را قطع نمی‌کنید». در این مورد گفته می‌شود: «هنوز که هنوز است سالانه ۴۰۰ میلیون دلار مخارج کامپیوتر از خزانه ملت ایران به جیب کمپانی های غارتگر استعماری می رود، انقلاب ضد امپریالیستی مردم ایران به رهبری قاطعانه امام خمینی ایجاب می کرد که در کلیه زمینه‌ها نفوذ امپریالیسم قطع شود اما پس از گذشت ۱۴ ماه از سرنگونی رژیم منفور گام‌های اساسی و اصولی در این زمینه برداشته نشد... طی افشاگریها معلوم گردید که کارگزاران رژیم طاغوتی و دست نشانده و خائن ضمن ایجاد زمینه کاذب و تصنعی برای بالا بردن سطح نیاز به کامپیوتر مبادرت به خریداری و اجاره صدها کامپیوتر به قیمت های سرسام آور از انحصارات گوناگون امپریالیستی بویژه آمریکای جهانخوار نموده است....».
هنگام اشغال سفارت آمریکا در تهران به دست دانشجویان پیرو خط امام اشغال، جنبش مسلمانان مبارز طی اطلاعیه ای از آن اقدام حمایت و حرکتی انقلابی به نشانه اعتراض و نفرت عمیق مردم ایران از اعمال جنایتکارانه امپریالیسم آمریکا و افشای چهره لیبرالهای سازشکار و ارتجاع حامی امپریالیسم ارزیابی کرد. جنبش مسلمانان مبارز خواستار قطع کامل روابط سیاسی و اقتصادی ایران و آمریکا بود و از اعلام قطع رابطه سیاسی آمریکا با ایران استقبال کرد. جنبش شعار خود را نابود باد امپریالیسم و پایگاههای داخلی آن لیبرالیسم و ارتجاع قرار داد و معتقد بود هنوز انقلاب ایران به پیروزی نهایی نرسیده است و تا برقراری جامعه بی طبقه توحیدی انقلاب اسلامی ادامه دارد. در سال ۵۹ جنبش مسلمانان مبارز از منتقدان حزب جمهوری اسلامی که قدرت را به دست داشت تبدیل شد و آنها را به عدم اتخاذ مواضع اقتصادی غیر توحیدی، عدم اعتماد به شورا و اسلام راستین، و عدم برخورد قاطع با امپریالیسم آمریکا محکوم کرد.
پس اعلام عفو عمومی توسط خمینی در ابتدای انقلاب، در مطلبی در نشریه رسمی جنبش مسلمانان مبارز، علاوه بر دفاع از اعدام انقلابی،  پیشنهاد فرستادن افراد به اردوگاه کار را داده می‌شود: «آیا بهتر نیست به جای آزاد گذاردن جانیانی که مستقیم و غیرمستقیم دست‌شان تا مرفق به خون فرزندان خلق آغشته است و به شکلی سیستمی ارگانیک در غارت بیت‌المال با استعمارگران همکاری صمیمانه و نزدیک می‌کردند، قاطعانه و انقلابی عمل نمود، از اعدام تا زندان و فرستادن به اردوی کار؟» از خواسته‌های حبیب‌الله پیمان و گردانندگان امت در ابتدای انقلاب، اعدام آنچه «سرمایه‌دار» می‌خوانند نیز بود: «اینک همه سؤال می‌کنیم که در کجای فرهنگ انقلاب‌های جهان نوشته‌اند که پس از سقوط رژیم، تنها جانیان رژیم، پاسبان و سرباز و افسر است و تنها باید همین‌ها را اعدام کرد؟ ‌در کجای فرهنگ انقلابی اسلام، زمین‌دار و زمین‌خوار و سرمایه‌دار و رباخوار، مفسد شناخته نشده و تنها پاسبان و سرباز “فاسد” ناآگاه و مأمور “مفسد” به شمار آمده است؟ چرا در این انقلاب حتا یک نفر ــ آری فقط یک نفر ــ سرمایه‌دار، زمین‌خوار و یا رباخوار را دراز نکردند؟ مگر مصداق واقعی مفسد فی‌الارض همین سرمایه‌داران، ‌زمین‌داران، زمین‌خواران و رباخواران نمی‌باشند.» 
در سال‌های بعد بعضی از افراد این گروه، در نشریه ایران فردا وابسته به عزت‌الله سحابی به کار خود ادامه دادند.
در جریان پیامدهای اعلام نتایج انتخابات ریاست جمهوری ایران (۱۳۸۸)، جنبش مسلمانان مبارز، به منظور حل بحران سیاسی پیش‌آمده و برون‌رفت از آن با صدور بیانیه‌ای تحلیلی، پیشنهادهایی را با درون‌مایهٔ «آزادی سریع زندانیان، تأمین حق آزادی تجمعات و تظاهرات، آزادی مطبوعات و رسانه‌ها، ارجاع رسیدگی به نتایج انتخابات به یک هیئت داوری بی‌طرف و منتخب مراجع و در نهایت عدم تنفیذ حکم ریاست جمهوری تا زمان اعلام رأی هیئت داوری» ارائه کرد. در جریان دستگیری‌های پس از تظاهرات گستردهٔ معترضان در عاشورای ۱۳۸۸، مأموران حکومت برای بازداشت و جلب تعدادی از اعضا و هواداران جنبش مسلمانان مبارز به منزل آن‌ها مراجعه کردند. به طوری که در شامگاه ۱۴ دی، امیرخسرو دلیرثانی عضو شورای مرکزی جنبش مسلمانان مبارز، در منزل خود بازداشت شد. در تاریخ ۱۵ دی این جنبش با انتشار بیانیه‌ای اعلام کرد: «تنها راه نجات کشور در شرایط کنونی، اجرای راه‌حل‌های پیشنهادی میرحسین موسوی (اعلام شده در بیانیه شماره ۱۷) است و در همین راستا، آزادی همهٔ زندانیان سیاسی، از جمله اعضا و هواداران جنبش مسلمانان مبارز را، گامی در راه کاهش بحران موجود تلقی می‌کنیم.»